# Pike (CDP, New York)
Pike ist ein Weiler und Census-designated place in der Town of Pike im Wyoming County des US-Bundesstaates New York. Zum Zeitpunkt des United States Census 2010 hatte der CDP 371 Einwohner Pike. Er liegt ungefähr im Zentrum der gleichnamigen Town, südwestlich der Kreuzung von NY 19 und NY 39 und war zwischen 1848 und 2009 als Village organisiert.

## Geographie
Pikes geographische Koordinaten lauten 42° 33′ N, 78° 9′ W (42,556262, -78,155313).
Nach den Angaben des United States Census Bureaus hatte das ehemalige Village eine Fläche von 2,6 km2, wovon 2,5 km2 auf Land und 0,1 km2 (=1,01 %) auf Gewässer entfielen. Diese Fläche wurde gebildet durch ein Quadrat mit einer Seitenlänge von einer Meile, das aber nicht in Ost-West-Richtung, sondern diagonal zum Koordinatensystem ausgerichtet ist, sodass die von Südwesten nach Nordosten verlaufende Dewitt Road das Village in zwei ungefähr gleich große Hälften teilte.
Unweit von Pike münden der Bush Brook und der Emery Brook in den Wiscoy Creek.

## Geschichte
1848 wurde das Village inkorporiert. Benannt ist es nach Zebulon Pike. 2008 unterschrieben die Einwohner eine Entschließung, nach der das Village aufgelöst würde, und ein Bürgerentscheid am 18. März 2008, in dem 36 Wahlberechtigte abstimmten, nahm mit 86 Prozent der abgegebenen Stimmen die Auflösung zum 31. Dezember 2009 an.
Die First Free Will Baptist Church of Pike wurde 2012 in das National Register of Historic Places aufgenommen.

## Demographie
Zum Zeitpunkt des United States Census 2000 bewohnten Pike 382 Personen. Die Bevölkerungsdichte betrug 150,5 Personen pro km2. Es gab 141 Wohneinheiten, durchschnittlich 55,6 pro km2. Die Bevölkerung in Pike bestand zu 96,34 % aus Weißen, 0 % Schwarzen oder African American, 2,09 % Native American, 0,79 % Asian, 0 % Pacific Islander, 0 % gaben an, anderen Rassen anzugehören und 0,79 % nannten zwei oder mehr Rassen. 0,26 % der Bevölkerung erklärten, Hispanos oder Latinos jeglicher Rasse zu sein.
Die Bewohner Pikes verteilten sich auf 128 Haushalte, von denen in 41,4 % Kinder unter 18 Jahren lebten. 60,2 % der Haushalte stellten Verheiratete, 6,3 % hatten einen weiblichen Haushaltsvorstand ohne Ehemann und 28,1 % bildeten keine Familien. 23,4 % der Haushalte bestanden aus Einzelpersonen und in 9,14 % aller Haushalte lebte jemand im Alter von 65 Jahren oder mehr alleine. Die durchschnittliche Haushaltsgröße betrug 2,98 und die durchschnittliche Familiengröße 3,47 Personen.
Die Bevölkerung verteilte sich auf 34,0 % Minderjährige, 7,1 % 18–24-Jährige, 26,4 % 25–44-Jährige, 22,3 % 45–64-Jährige und 10,2 % im Alter von 65 Jahren oder mehr. Der Median des Alters betrug 34 Jahre. Auf jeweils 100 Frauen entfielen 103,2 Männer. Bei den über 18-Jährigen entfielen auf 100 Frauen 106,6 Männer.
Das mittlere Haushaltseinkommen in Pike betrug 39.000 US-Dollar und das mittlere Familieneinkommen erreichte die Höhe von 45.000 US-Dollar. Das Durchschnittseinkommen der Männer betrug 31.000 US-Dollar, gegenüber 21.111 US-Dollar bei den Frauen. Das Pro-Kopf-Einkommen belief sich auf 13.840 US-Dollar. 9,2 % der Bevölkerung und 3,6 % der Familien hatten ein Einkommen unterhalb der Armutsgrenze, davon waren 5,3 % der Minderjährigen und 11,4 % der Altersgruppe 65 Jahre und mehr betroffen.

## Belege
1. ↑  US Gazetteer files: 2010, 2000, and 1990. United States Census Bureau, 12. Februar 2011, abgerufen am 23. April 2011 (englisch).
2. ↑  Adopted Dissolution Plan of the Village of Pike. (PDF) Genesee/Finger Lakes Regional Planning Council, 4. Februar 2008, archiviert vom Original am 23. Dezember 2016; abgerufen am 15. August 2009.  Info: Der Archivlink wurde automatisch eingesetzt und noch nicht geprüft. Bitte prüfe Original- und Archivlink gemäß Anleitung und entferne dann diesen Hinweis.
3. ↑  Town and Village of Pike Dissolution Study. Genesee/Finger Lakes Regional Planning Council, archiviert vom Original am 31. August 2017; abgerufen am 5. Mai 2017 (englisch).  Info: Der Archivlink wurde automatisch eingesetzt und noch nicht geprüft. Bitte prüfe Original- und Archivlink gemäß Anleitung und entferne dann diesen Hinweis.